# Colocasia deleta
Colocasia deleta är en fjärilsart som beskrevs av Edward Alfred Cockayne 1951. Colocasia deleta ingår i släktet Colocasia och familjen Pantheidae. Inga underarter finns listade i Catalogue of Life.